# Kastamonu Üniversitesi

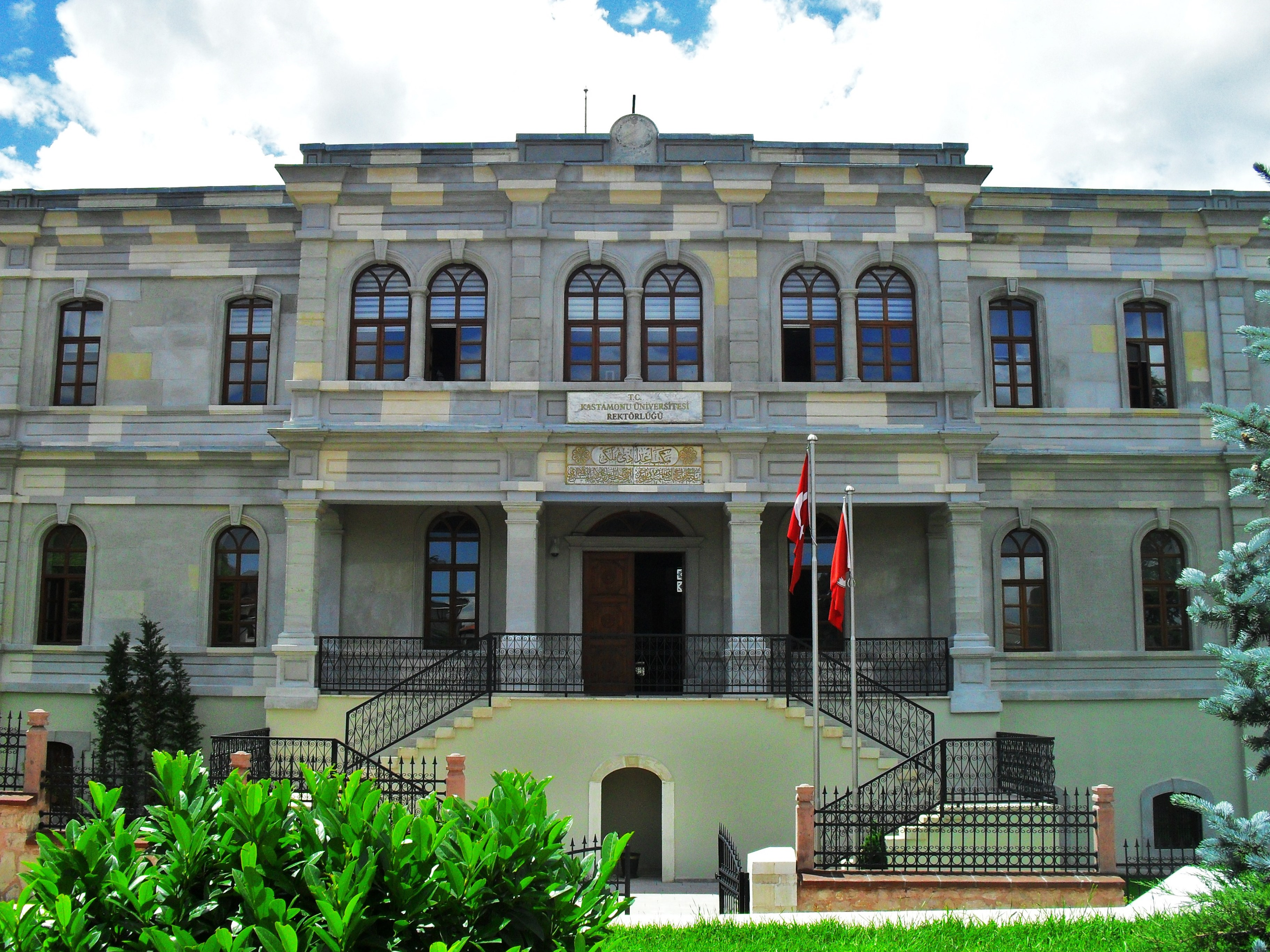
Rektoratsgebäude der Uni

Die Kastamonu Universität (Türkisch: Kastamonu Üniversitesi) ist eine staatliche Universität in der türkischen Provinzhauptstadt Kastamonu. Sie wurde 2006 gegründet und ist mit rund 23.761 Studenten eine der größten Universitäten der Türkei.
Die Universitätsbibliothek hat eine Fläche von 20.000 m², über 50.000 Bücher und bietet 500 Besuchern Platz.

## Geschichte
Die Universität wurde am 1. März 2006 auf der Grundlage des Gesetzes Nr. 5467 gegründet. Der Hauptcampus (Kuzeykent Campus) befindet sich auf einem Gelände mit einer Fläche von 237 Hektar im Norden der Stadt. Es gibt 13 Fakultäten an 3 Instituten, einen Konferenzsaal, zwei Sporthallen, ein Fußballfeld und weitere Sportplätze, zwei Fitnesszentren, ein Zentral- und ein Studentenlabor, ein Forschungsschiff, Gebäude für soziale Einrichtungen, ein Übungshotel.
Nahe dem Kuzeykent-Campus befinden sich staatlich finanzierte Studentenwohnheime. Die Schule für Fremdsprachen bietet neben einem einjährigen freiwilligen Englischvorbereitungskurs auch Türkischunterricht für internationale Studierende an.
Die Universität arbeitet im Bereich der Forschung mit mehreren internationalen Universitäten zusammen. Dies beinhaltet gemeinsame Projekte sowie den Austausch von Studenten und Mitarbeitern. Sie ist zudem in das Erasmus-Programm eingebunden.